# Jean Dubuffet

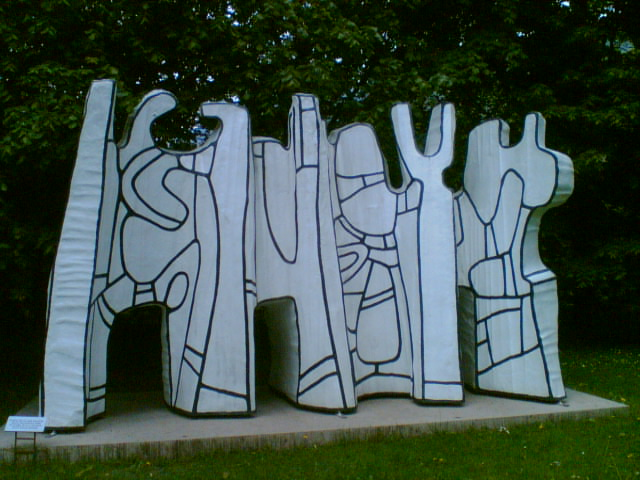
Praca artysty

Jean Dubuffet, właśc. Jean Philippe Arthur Dubuffet (ur. 31 lipca 1901 w Hawrze, zm. 12 maja 1985 w Paryżu) – francuski malarz i rzeźbiarz.
Jean Dubuffet, którego trudno przypisać do jednego stylu, był przede wszystkim artystą świadomie odrzucającym tradycyjną konwencję twórczą. Erudyta, wychowany na wzorcach klasycznych, utrzymujący kontakty z wieloma ówczesnymi osobistościami świata artystycznego, uznawany przez malarzy awangardowych, jednocześnie tworzył i utrzymywał bliskie przyjaźnie z przedstawicielami art brut (sztuki marginesu), jak sam nazwał sztukę nieprofesjonalną. Jako pierwszy traktował ją na równi z profesjonalną. Szczególnie była mu bliska działalność artystyczna chorych umysłowo i dzieci.

## Życiorys

### Dzieciństwo
Rodzina Dubuffet posiadała firmę handlującą winem w Normandii, z oddziałami w Paryżu i Algierze. Ojciec, ekscentryk o porywczym usposobieniu, poza pracą wiele czasu spędzał samotnie w swojej prywatnej bibliotece, trzymając jej bogate zbiory pod kluczem. Matka, która odebrała surowe wychowanie katolickie, uchodziła za osobę oschłą i wyniosłą. Jean długo był jedynakiem, jego młodsza siostra urodziła się dopiero kiedy miał 9 lat.
Podobnie jak inne dzieci, których rodzice należeli do klasy burżuazji francuskiej z początku XX wieku, uczęszczał do szkoły o profilu klasycznym, w której kładziono nacisk na katechizm, łacinę, grekę, język niemiecki, do kanonu wykształcenia należały lekcje gry na pianinie.
W 1908 roku rozpoczął naukę w liceum w Hawrze. Był najlepszym uczniem w klasie, bo tego od niego wymagano, a wszelkie przejawy pogorszenia w nauce wywoływały prawdziwe burze rodzinne. W tej surowej atmosferze jedynym sprzymierzeńcem była jego babka ze strony ojca, uwielbiająca malarstwo.
W dzieciństwie, nieśmiały i skryty, buntujący się wewnętrznie nie tylko przeciw regułom obowiązującym w domu, ale również przeciw tym, które rządzą życiem społecznym, zamykał się we własnym świecie. W tym czasie, a wszystko w głębokiej tajemnicy przed domownikami, stworzył słownik nieistniejącego języka Indian, miał swoje własne muzeum, w którym gromadził rzadkie skamieliny i minerały, malował pierwsze obrazki.

### Pierwsze kontakty ze sztuką
W wieku piętnastu lat rozpoczął naukę rysunku i malarstwa w Akademii Sztuk Pięknych w Hawrze. Zniechęcony do studiowania technik kopiowania, rysowania z modela, odkrył modny wówczas impresjonizm, który go zachwycił. Fascynowała go również poezja Baudelaire’a.
W 1918 roku zamieszkał w Paryżu. Zapisał się do Académe Julian, którą jednakże porzucił po sześciu miesiącach. Był to dla niego, przybysza z prowincji, czas wielu fascynacji: pierwszych miłości, podróży, odkryć literackich. Niedługo jednak zarzucił związki z bohemą, swoje rozczarowanie demonstrując powrotem do normalnego życia; dlatego długie włosy i czarny kapelusz z szerokim rondem zamienił na robotniczy kaszkiet. W swoich poglądach artystycznych zbliżył się do dadaistów. Poznał malarzy awangardy: Suzanne Valadon, Raoula Dufy, odkrył sztukę Pablo Picasso, którego talent był wówczas w największym rozkwicie.
W tamtym okresie próbował swych sił w drzeworycie, kilka jego prac zamieściło czasopismo Aventure jako ilustrację wierszy Rogera Vitraca. Interesował się również literaturą, muzyką. Ogromne wrażenie zrobiły na nim występy Baletów Rosyjskich Diagilewa, którego spektakle podbijały wówczas Paryż, w związku z tym nawet zaczął się uczyć języka rosyjskiego.
Jednak czuł, że bogactwo doznań, jakie dostarczały mu znajomości w świecie sztuki, utrudniają mu stworzenie własnej formy ekspresji. Przełomowym okazał się rok 1923. Jean odbywał wówczas służbę wojskową w stacji meteorologicznej mieszczącej się na wieży Eiffla. Tu poznał Clémentine R., chorą umysłowo wizjonerkę, która zajmowała się interpretowaniem rysowanych przez siebie chmur na niebie. To ten nurt Dubuffet nazwie później art brut (sztuka surowa).

### W kręgu rodzinnej firmy
Został zdemobilizowany w roku 1923. Przeżywał w tym czasie kryzys. Odciął się od środowiska artystycznego, już nie chciał zostać malarzem. Pod pretekstem poszukiwań krewnego, popłynął statkiem do Buenos Aires.
Wiadomość o śmierci dziadków zastała go w Argentynie. Był rok 1925. Zdecydował się na powrót do Francji i zarządzanie firmą. Aż do 1933 roku wiódł życie kupca. Lata te zaznaczone były wydarzeniami rodzinnymi: ślubem z Paulette, narodzinami ich córki, Islaminy, a wcześniej śmiercią ojca. W 1930 roku, tęskniąc za latami młodości, przeniósł się z rodziną do Paryża, otwierając tam hurtownię win. Już wtedy zaczynał go męczyć ustatkowany tryb życia, czuł potrzebę powrotu do malowania, dawnych znajomych. Wynajął atelier, w którym spędzał coraz więcej czasu. Paulette, rozgoryczona, nie mając już sił walczyć z nagłymi zmianami, z Islaminą wyjechała do Hawru.
Jean całkowicie poświęcił się malowaniu, oddając firmę w zarządzanie. W 1937 roku ożenił się po raz drugi, z dużo młodszą od siebie Émilie Carlu. W tym samym roku gwałtownie pogarszająca się kondycja finansowa firmy zmusiła go do powrotu do handlu winem. Tym razem na pięć lat zarzucił całkowicie malowanie.
Kiedy wybuchła II wojna światowa, służył w forcie Saint-Cyr, następnie pracował w ministerstwie lotnictwa, skąd za niesubordynację przeniesiono go do Rochefort. Po zawarciu przez Francję rozejmu w 1940 roku, wrócił do Paryża. Firma w tym czasie dobrze prosperowała, zatem w 1942 roku znów zdecydował się oddać ją w zarządzanie.

### Powrót do malowania
Od tej pory zajmował się wyłącznie sztuką. W jego biografii rok ten uważany jest za przełomowy, dopiero wtedy narodził się dla publiczności Dubuffet – artysta, dotychczasowe jego prace nie były nigdzie wystawiane. Miał wówczas 41 lat.
Odnowione kontakty ze światem artystycznym owocowały licznymi spotkaniami, w jego pracowni bywali malarze, pisarze, poeci, m.in. Paul Eluard, Jean Fautrier. On sam był częstym gościem w atelier Fernanda Mourlot, od którego uczył się techniki litografii. Fascynował go jazz, a zwłaszcza Louis Armstrong.
Pierwsza indywidualna wystawa prac Jeana Dubuffet w 1943 roku w galerii marszanda René Drouin wywołała sprzeczne oceny: przez jednych okrzyknięty geniuszem i prekursorem nowego prądu w sztuce, przez innych, zwłaszcza przez krytyków sztuki, nazwany został szarlatanem i oszustem.
W dwa lata później wyjechał do Szwajcarii, by poszukiwać, głównie w szpitalach psychiatrycznych, przykładów art brutu. W jednym z zakładów odwiedził poetę Antonina Artaud, z pomocą jego psychiatry stworzył serię obrazów w konwencji sztuki surowej.
Po powrocie do Paryża wrócił do litografii, malował portrety, pejzaże miejskie. Wszystkie jego wystawy wywoływały kontrowersje.
W 1947 roku, w nowojorskiej galerii Pierre Matisse’a, syna wielkiego malarza, Dubuffet wystawił swoje obrazy. Za oceanem zostały one bardzo dobrze przyjęte przez twórców należących do tzw. ekspresjonizmu abstrakcyjnego, zwłaszcza przez jego najważniejszych przedstawicieli: Willema de Kooninga i Jacksona Pollocka.
W rok później, Dubuffet, André Gide i Jean Paulhan, który towarzyszył mu w wyprawie do Szwajcarii, założyli Compagnie de l’Art Brut.
Koniec lat czterdziestych to okres fascynacji pustynią. Z wcześniejszych podróży, z rodzicami, później z Paulette, a potem z Émilie, znał Algierię. Saharę odkrył w 1947 roku, wracając tu jeszcze dwa razy w kolejnych latach. Urzekała go ciszą i otwartą przestrzenią, cenił prostotę życia Beduinów. Zaczął się uczyć arabskiego. Pod wpływem wrażeń z tych pobytów powstał cykl obrazków przedstawiający życie mieszkańców pustyni, zatytułowany Roses d’Allah, clowns du désert (Róże Allaha, klauni pustyni).
W 1951 roku wyjechał na pół roku do USA, gdzie poznał osobiście m.in. Pollocka i Duchampa. Po powrocie do Francji z zapałem powrócił do malowania, razem z duńskim malarzem Asgerem Jornem eksperymentował w dziedzinie dźwięku.
Na mocy przejściowych przepisów uzurpował sobie prawo do nieruchomości, którą wynajmował i nie chciał jej opuścić. Nieruchomość należała do artystki Meli Muter i znajdowała się przy rue Vaugirard. Batalia sądowa rozstrzygnęła się po myśli artystki dopiero w latach 60, już po jej śmierci.
W roku 1960, kiedy w paryskim Musée des arts Décoratifs zorganizowano mu wystawę retrospektywną, był uznanym malarzem, posypały się zaproszenia z zagranicy.
Jean Dubuffet, który nie lubił, a nawet chyba nie potrafił, ograniczać się do jednego stylu, zadziwił wszystkich swoją konsekwencją w realizacji od 1962 roku, aż przez dwanaście lat swojej słynnej później serii zatytułowanej l’Hourloupe.
Równolegle w kamienicy przy rue de Sèvres zorganizował swoją kolekcję art brutu, dużo pisał, tworzył rzeźby z polystyrenu.

### Ostatnie lata
We wrześniu 1974 niespodziewanie przerwał poszukiwania w ramach l’Hourloupe. Miał wówczas 73 lat, był schorowany, cierpiał na ostre bóle lędźwiowe. Jednak ostatnie dziesięć lat jego życia zaobfitowało w nowe pomysły twórcze. Powstawały kolejne cykle, m.in. Crayonnages {Rysunki ołówkiem), Récits (Opowieści), Conjectures (Przypuszczenia), Parachiffres (Paracyfry), Mondanités (Światowe życie), Lieux abrégés (Miejsca skrócone), Effigies incertaines, Théâtres de mémoire (Teatry Pamięci), Psychosiyes (Psycho-miejsca), Sites aléatoires (Miejsca przypadkowe). Wracał w nich do swoich dawnych tematów, pejzaży wiejskich, potretów, obrazków z życia. Odchodził od wielkich formatów i malarstwa figuratywnego. Przykładem jest abstrakcyjna seria Mires (Cele). Zwracał się w stronę kolażu. Ostatnim cyklem z 1984 roku są Non lieux (Nie-miejsca).
W tych latach borykał się również z ciągnącym się od roku 1975 sporem z zakładami Renault. Po rocznej pracy nad projektem salonu letniego Renault Dubuffet popadł w konflikt ze swoimi zleceniodawcami. Kiedy dyrekcja wstrzymała realizację zamówienia, artysta wytoczył firmie proces, który wygrał dopiero w 1983 roku.
W 1985 roku był już bardzo chory, miał trudności z chodzeniem. Był tak zmęczony, że nie mógł już malować. Napisał wówczas swoją nieopublikowaną biografię, którą zatytułował Biographie au pas de course (Biografia biegiem).
Zmarł 12 maja 1985 roku w swoim mieszkaniu przy rue de Vaugirard w 15. dzielnicy Paryża.

## Twórczość

### 1942-1946
W 1942 roku Jean Dubuffet zdecydował się ostatecznie na porzucenie firmy. Sprzeciw wobec narzucanych odgórnie zasad, jaki nosił w sobie od najmłodszych lat, dotyczył nie tylko przemocy obcej armii (Francja znajdowała się wówczas pod okupacją niemiecką), ale wymierzony był również w społeczeństwo, kierowane interesami burżuazji. Odtąd na zawsze pozostał buntownikiem, czego wyrazem na gruncie sztuki były jego zainteresowania kontrkulturami i odcięcie się od akademickich kanonów estetycznych.
Czerpał inspirację z marginesu sztuki, w tym z twórczości ludzi chorych psychicznie i dzieci. Malował ostrą kreską i barwą o dużej ekspresji, posługując się prymitywnym przedstawieniem tematów, zarzucając ich obiektywizm. Nawiązywał do miejskich graffiti. Techniki, jakich używał, bliższe były warsztatowi murarskiemu, obrazy ulepione z gliny, fakturą przypominały ścianę, modelowaną grubością warstwy pasty. Były prawie pozbawione koloru, błotniste, raziły brzydotą. Nie używał pędzla, w zależności od konsystencji, ugniatał całą dłonią tworzywo, bądź kleistą mieszaninę wylewał z pewnej wysokości na podłoże, zdając się na przypadkowy efekt.

### 1946-1950
W roku 1946 nastąpił pozorny zwrot w twórczości artysty. Pod namową Florence Goud, u której na co czwartkowych obiadach spotykali się artyści, literaci, zaczął malować portrety. Gościom Florence przyglądał się na przyjęciach, a potem odtwarzał ich wizerunki z pamięci.

Jednak portret Dubuffeta również nie utrzymywał się w kanonie gatunku. Od początku miał wizję wystawy, którą zatytułował Piękniejsi niż im się wydaje dlatego stworzył serię portretów, które w sposób karykaturalny podkreślały cechy osobowości postaci. Wystawa odbyła się w galerii René Drouina. Towarzyszyła jej atmosfera skandalu, wyśmiewane środowisko artystyczne negatywnie odebrało dzieło Dubuffeta.

### 1950-1961
W twórczości Dubuffeta jest to czas zainteresowania głównie martwą naturą. Powstał wówczas cykl Sols et terrains (Ziemie i tereny), w którym w przeciągu czterech lat namalował kilka mniejszych serii. Abstrakcyjne kompozycje monochromatyczne znów były lepione z gęstej, przypominającej zaprawę murarską, pasty, którą modeluje jako warstwy ziemi, piasku, kruszywa, kamieni.
Źródłem jego geograficznych obrazów była fascynacja Afryką, którą przenosił na płótno w formie abstrakcyjnych pejzaży.

Powstała również seria Stoły krajobrazowe, nawiązująca do graffiti; całą przestrzeń obrazów wypełniały przedmioty codziennego użytku: różnego rodzaju butelki, naczynia, papiery.
Pod koniec lat pięcdziesiątych znów sięgnął do abstrakcji, tym razem poszukując natchnienia w naukach przyrodniczych, matematyce, fizyce, jego obrazy są np. wynikiem obserwacji świata przez mikroskop, czy teleskop.

### 1961-1962
Po trwających dziesięć lat poszukiwaniach dotyczących formy i materiału, Dubuffet zwrócił się znów w stronę figuratywności i koloru. W 1961 roku rozpoczął cykl Paris Circus. Zarzuciwszy naukową metodyczność i surowość, zaczął malować sceny z życia wielkiego miasta, ale we właściwy dla siebie sposób deformując kontury i kolory. Chciał, aby miasto wyglądało na szalone i przypominało cyrkową arenę. Jego miasto, jak kiedyś portrety, miały być karykaturą konsumpcyjnego stylu życia Francuzów. Był to wyraz sympatii Dubuffeta dla ruchu Międzynarodówki Sytuacjonistów skierowanego przeciwko społeczeństwu kapitalistycznemu. Na obrazach nanosił dużo napisów, namalowanym sklepom nadawał absurdalne nazwy, np. Z nosem do interesów, Bank Żałosny, Łajdacy ojciec i syn: oszustwa luksusowe, Bank Podejrzany, Agencja nieudolna.

### 1962-1974.l’ Hourloupe
l’Hourloupe, najsłynniejszy z cykli Dubuffeta, trwał do roku 1974. Z jego powstaniem wiąże się anegdota, opowiadana przez przyjaciela artysty, Maxa Loreau:
W lipcu 1962 roku Dubuffet rozmawiał przez telefon. Jednocześnie machinalnie wodził długopisem po papierze. Nieświadome rysunki stały się początkiem cyklu 'l’Hourloupe. Sama nazwa została wymyślona przez Dubuffeta, przywiodły mu ją na myśl skojarzenia ze słowami, które według niego dobrze określały tematykę rysunków: hurler (wyć), hululer (pohukiwać), loup (wilk) oraz z bohaterem bajki Perraulta Riquet à la houppe i opowiadaniem Maupassanta Le Horla (przywodzącym myśl o obłędzie), jak również z entourloupe (wystrychnięcie /kogoś/ na dudka).
Świat l’Hourloupe był podporządkowany wyłącznie fantazji. Pozbawiony logiki, przypominał formą puzzle, z dziwacznymi, aczkolwiek rozpoznawalnymi kształtami postaci, twarzy, schematycznego pisma. Niezliczone komórki, wypełniane równoległymi liniami, przylepiane do siebie, tworzyły olbrzymią, otwartą układankę.
W roku 1967, nadal w ramach cyklu l’Hourloupe, artysta przeszedł do kompozycji trójwymiarowych. Było to możliwe dzięki szybkiemu rozwojowi chemii przemysłowej, w wyniku którego na rynku znalazły się nowe tworzywa: żywica syntetyczna, polistyren, poliestr. Dubuffet w oparciu o nie opracowywał projekty (były to formy architektoniczne: budynki, wieże, ogrody, schody), które planował odtwarzać w ich naturalnych wielkościach.
W latach 1971–1973 przygotował spektakl Coucou Bazar z ruchomymi elementami, dekoracjami, do którego sam wykonał kostiumy. Zniesienie tradycyjnego pojęcia widowiska, wizja syntezy sztuki nie przyniosły oczekiwanego efektu. Widowisko wystawione tylko dwa razy, nie zyskało większego uznania.
Jednocześnie tworzył fantazyjne olbrzymie konstrukcje z polistyrenu, które ustawiane na tle wieżowców i drapaczy chmur, miały zaburzać geometryczną architekturę współczesnego miasta.

### 1975-1985
W 1974 roku, kiedy nagle zaniechał cyklu l’Hourloupe, zaskoczył wszystkich. Mimo iż był bardzo schorowany, ostatnie dziesięciolecie obfitowało w nowe pomysły, uwalniające olbrzymi potencjał wyobraźni artysty. Powstało wówczas 13 nowych serii, tworzył ogromne kolaże, naklejając elementy należące do różnych cykli, sięgnął do dawnych swych wątków, dokonując jakby retrospektywy całej swojej twórczości.
Pod sam koniec życia zarzucił wielkie formaty. Jego prace wyrażały filozoficzną zadumę nad światem wyrażoną w dwóch abstrakcyjnych cyklach z serii Mires.

## Niektóre obrazy
- Wiejski dom z cyklu Marionetki z miasta i wsi (1944)
- Wielki akt węglisty (1944)
- Kokarda na kapeluszu z cyklu Mirobolus, Asfalt i Spółka (1946)
- Léautaud, czerwonoskóry czarownik pierwszy obraz z serii Piękniejsi niż im się wydaje (1946)
- Modniś z serii Piękniejsi niż im się wydaje (1948)
- Portret Antonina Artaud z serii Piękniejsi niż im się wydaje (1950)
- Kobieta o skośnym seksie z cyklu Ciała pań (1950)
- Ciała pań bukiet wielobarwny z cyklu Ciała pań (1950)
- Paysage blond z cyklu Ziemie i tereny (1952)
- Przestrzeń IV z serii litografii Przestrzenie i miejsca (1961)
- Pieszczoskok z cyklu Paris Circus (1961)
- Skrzydło z ołowiu z cyklu Paris Circus (1961)
- Królowie kier z cyklu l’Hourloupe (1964)
- Szklanka wody z cyklu l’Hourloupe (1967)
- Pejzaż przenośny kompozycja trójwymiarowa w ramach cyklu l’Hourloupe (1968)
- Pomnik stojącemu zwierzęciu instalacja trójwymiarowa znajdującą się w Chicago (1969)
- Światowe życie IV z serii Światowe życie (1975)

opr. według Wielcy malarze. Jean Dubuffet, nr 134